# Halū Bon Darreh
Halū Bon Darreh (persiska: هلو بن دره) är en ort i Iran.   Den ligger i provinsen Gilan, i den norra delen av landet, 170 km nordväst om huvudstaden Teheran. Halū Bon Darreh ligger 1 397 meter över havet och antalet invånare är 136.
Terrängen runt Halū Bon Darreh är bergig åt sydost, men åt nordväst är den kuperad. Terrängen runt Halū Bon Darreh sluttar österut. Runt Halū Bon Darreh är det ganska tätbefolkat, med 134 invånare per kvadratkilometer. Närmaste större samhälle är Mūsá Kalāyeh, 7,7 km sydväst om Halū Bon Darreh. I omgivningarna runt Halū Bon Darreh växer i huvudsak blandskog.